# Šarkan
Šarkan (Hongaars:Sárkányfalva) is een Slowaakse gemeente in de regio Nitra, en maakt deel uit van het district Nové Zámky.
Šarkan telt 343 inwoners.